# 55 días en Pekín
55 días en Pekín (55 Days at Peking) es una película estadounidense de 1963 producida por Samuel Bronston, dirigida por Nicholas Ray y con los actores Charlton Heston, Ava Gardner, David Niven, Flora Robson, John Ireland, Leo Genn, Harry Andrews, Robert Helpmann y Juzo Itami en los papeles principales.
Ambientada durante el levantamiento de los bóxers, en Pekín, la película narra el sitio al que se vieron sometidas, por los bóxers, las embajadas de las potencias extranjeras en 1900.
La película fue galardonada con el premio Laurel de Oro 1964 – 2.º lugar: a la mejor canción (Dimitri Tiomkin y Paul Francis Webster); y 3° lugar: al mejor drama de acción.
Con el seudónimo de "Samuel Edwards", Noel Gerson  escribió una novela a partir de la película, y fue publicada el mismo año.

## Argumento
Junio de 1900. China se halla bajo la ocupación de las potencias occidentales, que se reparten su territorio en zonas de influencia. Los misioneros cristianos predican su religión y destruyen las estatuas de Buda. Esto provoca una revolución nacionalista, la de los boxers, que quiere la expulsión de todos los extranjeros de China.
Una compañía de marines de los Estados Unidos, al mando del mayor Matt Lewis (Charlton Heston), llega a Pekín con la misión de evacuar la embajada estadounidense pero el embajador británico, Sir Arthur Robinson (David Niven), decide quedarse y eso hace que todos los demás embajadores se queden también, al saber que una columna de socorro de 2000 soldados se halla en camino.
El 20 de junio es asesinado el embajador alemán y el mayor Lewis, puesto al mando de las fuerzas militares extranjeras, organiza la defensa del barrio de las legaciones extranjeras con los 500 hombres de que dispone. Cuando el ataque se produce, 6000 bóxers se lanzan al asalto y sólo la disciplina, la profesionalidad y la superioridad armamentística logran rechazar el ataque, comenzando así un cruento asedio.
La emperatriz viuda (Flora Robson) nombra a un nacionalista, el príncipe Tuan (Robert Helpmann), ministro de Asuntos exteriores y decide apoyar la rebelión, ordenando al ejército regular chino, que ataque a la columna de socorro, frenando con esto el avance del almirante británico Seymour.
Mientras, los asediados rechazan un ataque tras otro, ofreciendo una dura resistencia, pero se ven obligados a replegarse cada vez más, presionados por la superioridad numérica de los asaltantes, y porque a las milicias bóxers se les ha unido ahora el ejército regular chino.
Entretanto, el comandante Lewis inicia una relación con la baronesa rusa Natalia Ivanoff (Ava Gardner), una bella mujer viuda de un oficial ruso, repudiada por la sociedad y acosada por su cuñado el barón Sergei Ivanoff (Kurt Kasznar), que ha decidido quedarse para ayudar al doctor Steinfeldt (Paul Lukas) como ayudante. 
La situación se torna insostenible, faltan medicinas y alimentos para los heridos. La baronesa Natalia consigue una tregua y sale a conseguir medicinas, pero es atacada a traición y herida de bala en un brazo. El mayor Lewis intenta una salida para contactar con la columna de socorro, pero no lo consigue y regresa también herido. La situación se vuelve desesperada. La baronesa Natalia se niega a que le amputen el brazo para evitar la gangrena y muere.
Los defensores se preparan para ofrecer una última resistencia, pero la columna del almirante Seymour logra abrirse paso a través del ejército chino y el 14 de agosto alcanza el barrio de las delegaciones extranjeras, rescatándolas tras 55 días de duro asedio y obligando a la emperatriz a rendirse y plegarse a las exigencias de las potencias extranjeras.
El mayor Lewis abandona Pekín con los soldados que le quedan, y se lleva a la hija del sargento Harry (John Ireland), muerto en la lucha. La llamada Alianza de las Ocho Naciones terminó por aplastar la rebelión.

## Reparto
| Actor              | Personaje                | Descripción                          |
| ------------------ | ------------------------ | ------------------------------------ |
| Charlton Heston    | Mayor Matt Lewis         |                                      |
| Ava Gardner        | Baronesa Natalie Ivanoff |                                      |
| David Niven        | Sir Arthur Robinson      |                                      |
| Flora Robson       | Emperatriz viuda Tsu Hzi |                                      |
| John Ireland       | Sargento Harry           |                                      |
| Leo Genn           | General Jung-Lu          |                                      |
| Harry Andrews      | Padre de Bearn           |                                      |
| Robert Helpmann    | Príncipe Tuan            |                                      |
| Juzo Itami         | Coronel Shiba Gorō       |                                      |
| Kurt Kasznar       | Barón Sergei Ivanoff     |                                      |
| Philippe Leroy     | Julliard                 |                                      |
| Paul Lukas         | Dr. Steinfeldt           |                                      |
| Walter Gotell      | Coronel Hoffman          |                                      |
| Eric Pohlmann      | Barón Von Meck           | Basado en Klemens von Ketteler       |
| Alfredo Mayo       | Embajador español        | Basado en Bernardo Cólogan y Cólogan |
| Nicholas Ray       | Embajador estadounidense |                                      |
| Fernando Sancho    | Embajador belga          |                                      |
| José Nieto         | Embajador italiano       |                                      |
| Carlos Casaravilla | Embajador japonés        |                                      |
| Félix Dafauce      | Embajador neerlandés     |                                      |

## Producción
Se trata de una superproducción en el mejor estilo del Hollywood clásico, debida al famoso productor Samuel Bronston. Filmada en Las Rozas de Madrid (Madrid) desde el 2 de julio de 1962, utilizando más de quinientos extras españoles (roceños en su mayoría), y mil quinientos asiáticos. Como por entonces había en toda España apenas trescientos chinos, hubo que traerlos de Europa, especialmente de Londres, Roma, Marsella y Lisboa.
Los actores españoles Alfredo Mayo, Conchita Montes, José Nieto y Fernando Sancho, aparecen en papeles secundarios. El solista Agustín Cánovas (armónica), español, participó en la banda sonora de la película. 
La película supuso el derrumbamiento de Nicholas Ray, que debió abandonar el rodaje antes de su finalización, al sufrir un colapso el 11 de septiembre de 1962 por el abuso de alcohol y estupefacientes. La película fue terminada por los directores Guy Green y Andrew Marton. Nicholas Ray no volvió a dirigir una película hasta la década de 1970, apoyado por su amigo Dennis Hopper.
Según cuenta Charlton Heston en sus memorias (In the Arena), tal derrumbamiento vino precipitado por una agitada velada en el chalé que ocupaba Nicholas Ray en Las Matas: Ava Gardner reprochó duramente al director su actitud profesional.
Charlton Heston, tras la marcha de Guy Green por requerimientos de contrato, se encargó de dirigir las escenas que faltaban, según confirma Heston en su autobiografía.
La escena del baile en la película es de las más memorables de la historia del cine, por la gran calidad de los actores que la interpretan, en la misma, la Baronesa (Ava Gardner) luce el famoso collar y el Mayor Lewis (Heston) se enfrenta al grupo de bóxers, lo que provoca el entusiasmo del embajador alemán, lo que posteriormente le cuesta la vida. 
El rodaje finalizó el 15 de noviembre de 1962, y la película recibió un estreno de gala con invitación en el Beverly Theatre el 28 de mayo de 1963.

## Recepción
Aunque fue un fracaso de taquilla en Estados Unidos, 55 días en Pekín tuvo mucho más éxito en el extranjero. Hoy en día se ha convertido en un clásico.

## Legado
55 días en Pekín contiene la primera mención conocida de la frase "Dejen dormir a China. Porque cuando despierte, el mundo temblará", que a menudo se atribuye erróneamente a Napoleón. Aunque la frase aparece en la película con guion de Noel Gerson, no se añadió a las ediciones posteriores del libro que lo noveliza, escrito por Gerson bajo el seudónimo Samuel Edwards.